# Phanerotoma tropicana
Phanerotoma tropicana är en stekelart som beskrevs av Herbert Zettel 1989. Phanerotoma tropicana ingår i släktet Phanerotoma och familjen bracksteklar. Inga underarter finns listade i Catalogue of Life.